# Potència activa
La potència activa (P) representa, en un circuit de corrent altern, la "potència útil", és a dir, la potència realment consumida pel circuit.

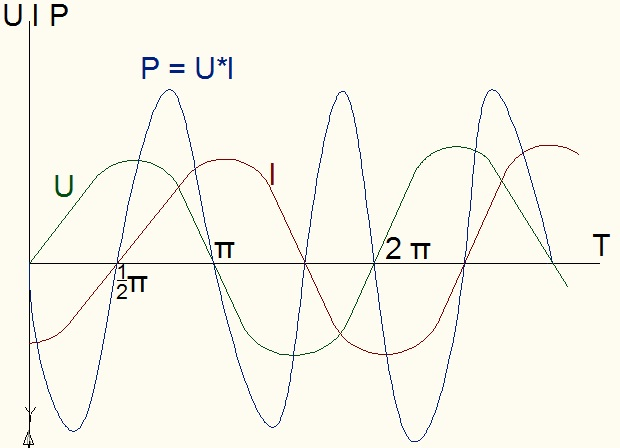
Representació sinusoïdal de la tensió, intensitat i potència consumides

En un circuit de corrent altern hi ha diversos elements, com ara la resistència, que consumeix energia, i d'altres, com ara la bobina i el condensador, que durant un semicicle consumeixen energia però durant l'altre la retornen al circuit o al generador.
Si ara ens fixem en la representació sinusoïdal de la tensió aplicada, la intensitat de corrent que hi circula i la potència consumida en un circuit RL, tenim que hi ha una part de l'energia, quan aquesta és negativa, que representa l'energia que la bobina retorna al generador.
Aquesta àrea coincideix amb la part superior, que equival a l'energia que anteriorment el generador havia subministrat a la bobina. L'àrea restant equival a la potència activa.
L'equació de les potències en un circuit és donada per l'expressió:
{\displaystyle {\vec {\varepsilon }}{\vec {I}}={\vec {V}}_{R}{\vec {I}}+{\vec {V}}_{X}{\vec {I}}}
El primer terme, {\displaystyle \varepsilon I}, representa la potència aparent (S) i es mesura en {\displaystyle volts\cdot ampers} (VA); el terme {\displaystyle V_{R}I}, representa la potència activa (P) que és la que correspon a l'efecte Joule en la resistència ({\displaystyle RI^{2}}) i s'expressa en watts (W); {\displaystyle V_{X}I}, finalment, representa la potència reactiva (Q), que s'expressa en {\displaystyle volts\cdot ampers} {\displaystyle reactius} (VAr), i és la que produeixen les bobines i condensadors i no es transforma en un treball efectiu, sinó que va fluctuant entre el component i el generador.

## Triangle de potències

Triangle de potències

Si realitzem la suma dels vectors, obtenim el triangle de potències:
{\displaystyle {\vec {S}}={\vec {P}}+{\vec {Q}}\Longrightarrow S={\sqrt {P^{2}+Q^{2}}}}
A l'esquerra tenim una representació del triangle de potències.

## Sistemes trifàsics equilibrats
En sumar les potències actives dels sistemes monofàsics que el componen, com que és un sistema equilibrat, la potència activa serà el triple que la d'una fase, és a dir, podrem utilitzar l'expressió següent:
{\displaystyle P_{3\Phi }=3\cdot V_{\Phi }\cdot I_{\Phi }\cdot \cos(\varphi )}
On:
- {\displaystyle I_{\phi }} = Intensitat de cadascuna de les fases (A)
- {\displaystyle V_{\phi }} = Voltatge de cadascuna de les fases (V)
- {\displaystyle P_{3\phi }} = Potència activa de les tres fases juntes (W)
- {\displaystyle \cos(\varphi )} = Factor de potència del sistema trifàsic

També podem expressar-la en funció dels valors de corrent i tensió en línia:
{\displaystyle P_{3L}={\sqrt {3}}\cdot V_{L}\cdot I_{L}\cdot \cos(\varphi )}
On:
- {\displaystyle I_{L}} = Intensitat de cadascuna de les línies (A)
- {\displaystyle V_{L}}= Voltatge de cadascuna de les línies (V)
- {\displaystyle P_{3L}}= Potència activa de les tres línies juntes (W)
- {\displaystyle \cos(\varphi )} = Factor de potència del sistema trifàsic

## Sistemes trifàsics desequilibrats
L'expressió que ens dedueix la potència activa en un sistema trifàsic desequilibrat és la següent:
{\displaystyle P=V_{1}\cdot I_{1}\cdot \cos {\varphi _{1}}+V_{2}\cdot I_{2}\cdot \cos {\varphi _{2}}+V_{3}\cdot I_{3}\cdot \cos {\varphi _{3}}}
{\displaystyle \varphi _{1}=\tan ^{-1}({\frac {X_{1}}{R_{1}}})=\tan ^{-1}({\frac {Q_{1}}{P_{1}}})}
{\displaystyle \varphi _{2}=\tan ^{-1}({\frac {X_{2}}{R_{2}}})=\tan ^{-1}({\frac {Q_{2}}{P_{2}}})}
{\displaystyle \varphi _{3}=\tan ^{-1}({\frac {X_{3}}{R_{3}}})=\tan ^{-1}({\frac {Q_{3}}{P_{3}}})}

## Mesurament de la potència activa
El mesurament de la potència activa es pot dur a terme tant en els circuits monofàsics com en els circuits trifàsics.

### Mesurament en una línia monofàsica
La potència activa en línies monofàsiques es mesura amb un wattímetre.

### Mesurament en una línia trifàsica
Les línies trifàsiques es poden classificar en:
1. Línies tetrafilares (quatre fils, tres fases i un neutre)
2. Teorema de Blondell: En un circuit n-filar la potència activa es pot mesurar com a suma algebraica de les lectures de n-1 wattímetres. Aquest enunciat és evident en el cas d'un circuit tetrafilar en què tenim accés al neutre de la càrrega. És a dir, la potència total és suma de les tres lectures.
3. Sistemes simètrics i equilibrats: Si la càrrega és equilibrada, és a dir, els tres circuits monofàsics són idèntics entre si, només cal mesurar un d'ells i multiplicar per tres la seva indicació per tenir la potència trifàsica: {\displaystyle P_{S}=P_{R}=P_{T}}. Si no es pot assegurar que el sistema sigui equilibrat no es pot mesurar la potència trifàsica utilitzant un sol wattímetre en una fase. Si es produís un canvi en la càrrega o en la tensió de generació canviaria la potència en cadascuna de les fases a través del temps i dels valors simultanis. En general, les càrregues trifàsiques són sempre motors.